# ادرارا سان مارتینو
ادرارا سان مارتینو (به ایتالیایی: Adrara San Martino) یک سکونتگاه مسکونی در ایتالیا است که در استان برگامو واقع شده‌است.

## خصوصیات
ادرارا سان مارتینو ۱۲٫۵۳ کیلومترمربع مساحت و ۱٬۹۰۸ نفر جمعیت دارد و ۳۵۵ متر بالاتر از سطح دریا واقع شده‌است.